# Lile stolifera
Lile stolifera är en fiskart som först beskrevs av Jordan och Gilbert 1882.  Lile stolifera ingår i släktet Lile och familjen sillfiskar. IUCN kategoriserar arten globalt som livskraftig. Inga underarter finns listade i Catalogue of Life.